# Callophrys dumetorum
Callophrys dumetorum är en fjärilsart som beskrevs av Jean Baptiste Boisduval 1852. Callophrys dumetorum ingår i släktet Callophrys och familjen juvelvingar. Inga underarter finns listade i Catalogue of Life.

## Bildgalleri

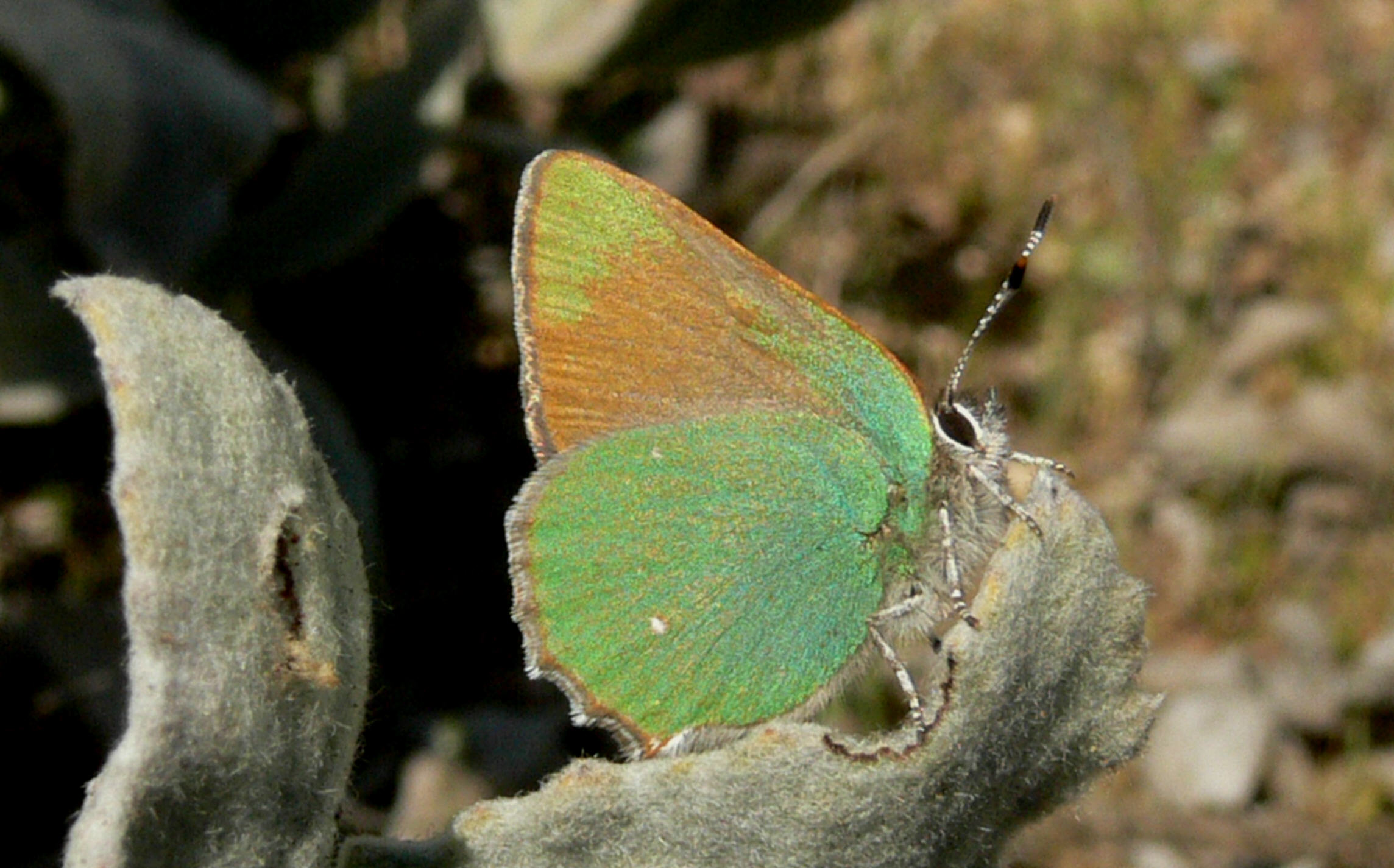
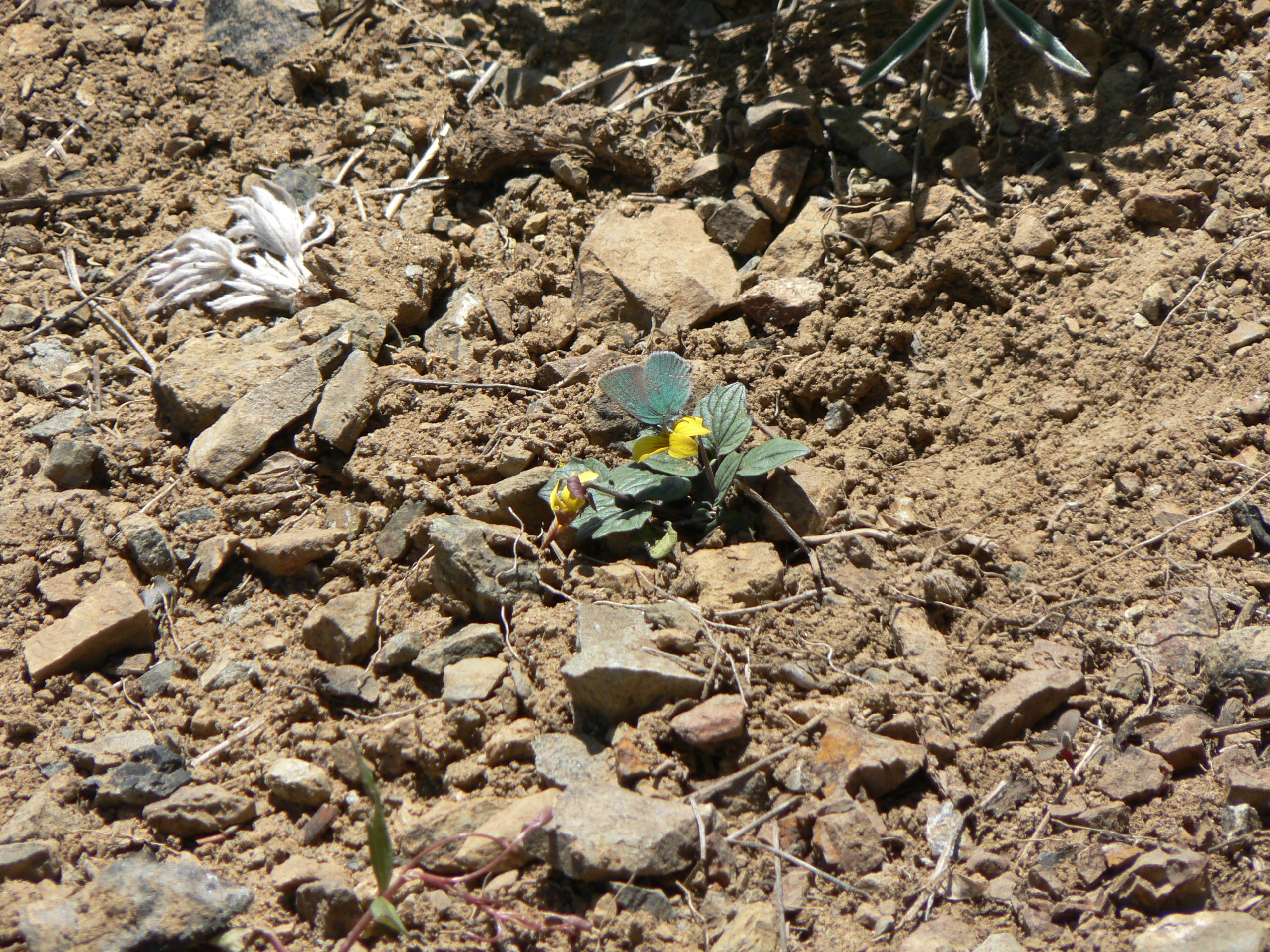